# Мейсон (округ, Західна Вірджинія)
Шаблон:StateAbbr_ 38°46′ пн. ш. 82°01′ зх. д. / 38.77° пн. ш. 82.02° зх. д.
Округ  Мейсон (англ. Mason County) — округ (графство) у штаті  Західна Вірджинія, США. Ідентифікатор округу 54053.

## Історія
Округ утворений 1804 року.

## Демографія
За даними перепису 2000 року загальне населення округу становило 25957 осіб, зокрема міського населення було 7435, а сільського — 18522. Серед мешканців округу чоловіків було 12724, а жінок — 13233. В окрузі було 10587 домогосподарств, 7571 родин, які мешкали в 12056 будинках. Середній розмір родини становив 2,89.
Віковий розподіл населення поданий у таблиці:
| Стать    | До 15 років | 15-21 | 22-29 | 30-39 | 40-49 | 50-65 | 65-85 | Понад 85 |
| -------- | ----------- | ----- | ----- | ----- | ----- | ----- | ----- | -------- |
| Чоловіки | 2532        | 1266  | 1175  | 1677  | 2039  | 2361  | 1558  | 116      |
| Жінки    | 2294        | 1142  | 1213  | 1783  | 2127  | 2415  | 1983  | 276      |

## Суміжні округи
- Меґс, Огайо — північ
- Джексон — схід
- Патнем — південний схід
- Кабелл — південний захід
- Галлія, Огайо — захід

## Виноски
1. ↑  U.S. Decennial Census. United States Census Bureau. Архів оригіналу за 19 липня 2018. Процитовано 10 січня 2014.
2. ↑  Historical Census Browser. University of Virginia Library. Архів оригіналу за 11 серпня 2012. Процитовано 10 січня 2014.
3. ↑  Population of Counties by Decennial Census: 1900 to 1990. United States Census Bureau. Архів оригіналу за 3 червня 2013. Процитовано 10 січня 2014.
4. ↑  Census 2000 PHC-T-4. Ranking Tables for Counties: 1990 and 2000 (PDF). United States Census Bureau. Архів оригіналу (PDF) за 18 грудня 2014. Процитовано 10 січня 2014.
5. ↑  State & County QuickFacts. United States Census Bureau. Архів оригіналу за 7 червня 2011. Процитовано 10 січня 2014.(англ.) Наведено за англійською вікіпедією.
6. ↑  American FactFinder. Бюро перепису населення США. Архів оригіналу за 26 лютого 2012. Процитовано 31 січня 2008.

| США | Це незавершена стаття з географії США. Ви можете допомогти проєкту, виправивши або дописавши її. |